# Aparat Epsteina

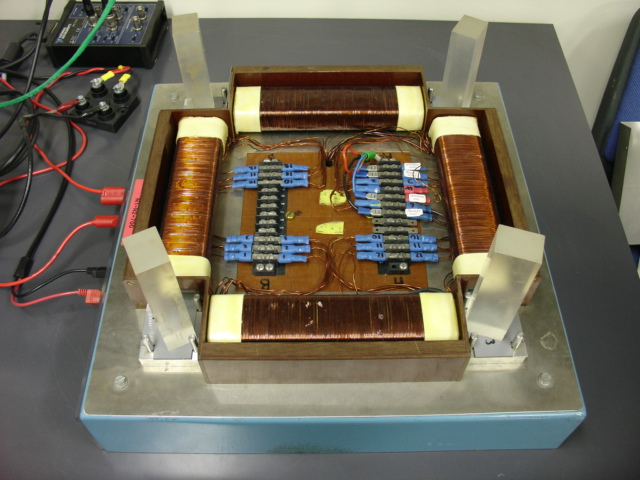
Aparat Epsteina

Aparat Epsteina – znormalizowane jarzmo do pomiaru własności magnetycznych materiałów magnetycznie miękkich, a w szczególności blach elektrotechnicznych.

## Budowa i konfiguracja próbki
Aparat Epsteina składa się z odpowiednio ułożonych uzwojeń: pierwotnego i wtórnego. Testowana próbka musi być przygotowana jako zestaw odpowiedniej ilości (o krotności 4) pasków materiału (blachy lub taśmy magnetycznej). Przy pomiarze zakłada się, że cały strumień magnetyczny zamyka się w badanej próbce, której przekrój uznaje się za stały na całym obwodzie. Przyjmuje się również, że próbka namagnesowana jest w sposób jednorodny.
Kolejne warstwy pasków krzyżują się w rogach aparatu. Aby zapewnić ich odpowiednie przyleganie, obciąża się je siłą 1 N, tak jak to przedstawiono na fotografii.
Pomiar strat mocy odbywa się poprzez wykorzystanie metody watomierzowej, w której mierzony jest prąd pierwotny i napięcie wtórne. Podczas pomiaru aparat Epsteina działa jak nieobciążony transformator.

## Normalizacja i warunki pomiaru
W Europie warunki pomiaru aparatem Epsteina reguluje międzynarodowa norma IEC 60404-2:1996 Magnetic materials – Part 2: Methods of measurement of the magnetic properties of electrical steel sheet and strip by means of an Epstein frame.
Pomiary powinny być przeprowadzane w temperaturze od 18 do 28 stopni Celsjusza.
Próbka powinna mieć masę nie mniejszą niż 0,24 kg. Wymiary poszczególnych pasków: szerokość 30 mm ±0,2 mm, długość od 280 do 320 mm (taka sama dla wszystkich pasków pojedynczej próbki). Tolerancja długości próbki 0,5 mm.
Dla blachy orientowanej paski powinny być wycięte wzdłuż kierunku walcowania z odchyłką nie większą niż 1 stopni kątowych. Dla blachy nieorientowanej tolerancja wynosi 5 stopni.
Przyjmuje się, że długość drogi magnetycznej jest stała i wynosi 0,94 m. Pole przekroju poprzecznego wylicza się z masy, długości i gęstości próbki.
Uzwojenie wtórne musi posiadać kompensację strumienia rozproszenia. Pomiary muszą być wykonywane w kontrolowanych warunkach sinusoidalnego napięcia wtórnego, dla którego współczynnik kształtu nie odbiega więcej niż 1% od wartości 1,111.
Straty mocy, {\displaystyle P_{c},} obliczane są według wzoru:
{\displaystyle P_{c}={\frac {N_{1}}{N_{2}}}\cdot P_{m}-{\frac {\left(1,111\cdot |{\bar {U_{2}}}|\right)^{2}}{R_{i}}},}
gdzie:
{\displaystyle N_{1}} – ilość zwojów uzwojenia pierwotnego,
{\displaystyle N_{2}} – ilość zwojów uzwojenia wtórnego,
{\displaystyle P_{m}} – wartość odczytana z watomierza w watach,
{\displaystyle R_{i}} – całkowita wartość rezystancji w obwodzie uzwojenia wtórnego w omach,
{\displaystyle |{\bar {U_{2}}}|} – wartość średnia półokresowa napięcia wtórnego w woltach.
Straty mocy, {\displaystyle P_{s},} odniesione do jednostki masy oblicza się z następującego wzoru:
{\displaystyle P_{s}={\frac {P_{c}\cdot 4\cdot l}{m\cdot l_{m}}},}
gdzie:
{\displaystyle l} – długość próbki w metrach,
{\displaystyle l_{m}} – średnia droga magnetyczna w metrach = 0,94 (stała wartość),
{\displaystyle m} – masa próbki w kilogramach.
Jeśli spełnione są wszystkie powyższe warunki, to odchyłka standardowa powtarzalności pomiarów jest nie większa niż 1,5% dla pomiarów do 1,5 T w przypadku blachy nieorientowanej i do 1,7 T dla blachy orientowanej.

## Historia
Aparat Epsteina został zaproponowany jako urządzenie do pomiaru własności magnetycznych w pierwszej połowie XX wieku. Początkowo miał znormalizowany rozmiar 50 cm oraz masę próbki rzędu 10 kg. Powodowało to znaczne uciążliwości i wydłużony czas obsługi (szczególnie czasochłonne było odpowiednie umieszczenie próbki). Po kilku modyfikacjach co do masy próbki i wymiarów w chwili obecnej znormalizowanym jest rozmiar 25 cm i masa pasków próbki nie mniejsza niż 0,24 kg, co w praktyce sprowadza się zazwyczaj do nie mniej niż 12 pasków.

## Zalety i zastosowanie
Aparat Epsteina jest szeroko stosowany w badaniach naukowych i przemyśle, do testowania materiałów magnetycznie miękkich. Z uwagi na swoją popularność jest jedną z metod do której często odnosi się wyniki zmierzone w innych jarzmach pomiarowych. W przypadku pomiarów własności blach elektrotechnicznych dość dobrze znane są charakterystyki powtarzalności pomiarów, co pozwala na bardzo łatwe porównanie wyników pomiarów pomiędzy różnymi stanowiskami pomiarowymi. Dlatego też jest używany do klasyfikacji blach elektrotechnicznych przez producentów, jak i odbiorców.

## Wady
Wycięcie kilkunastu lub kilkudziesięciu pasków próbki jest w dalszym ciągu stosunkowo czasochłonne i kosztowne. Z tego względu zaproponowano metodę pomiaru na pojedynczym arkuszu blachy tzw. single sheet tester.
Dodatkowo w aparacie Epsteina zakłada się, że droga magnetyczna jest stała. Dokładna analiza wykazuje jednak, że dla nietypowych materiałów, wysokich częstotliwości magnesujących lub wysokiej indukcji wartość wypadkowej drogi magnetycznej zmienia się nawet do 10%.